# Bál světlušek

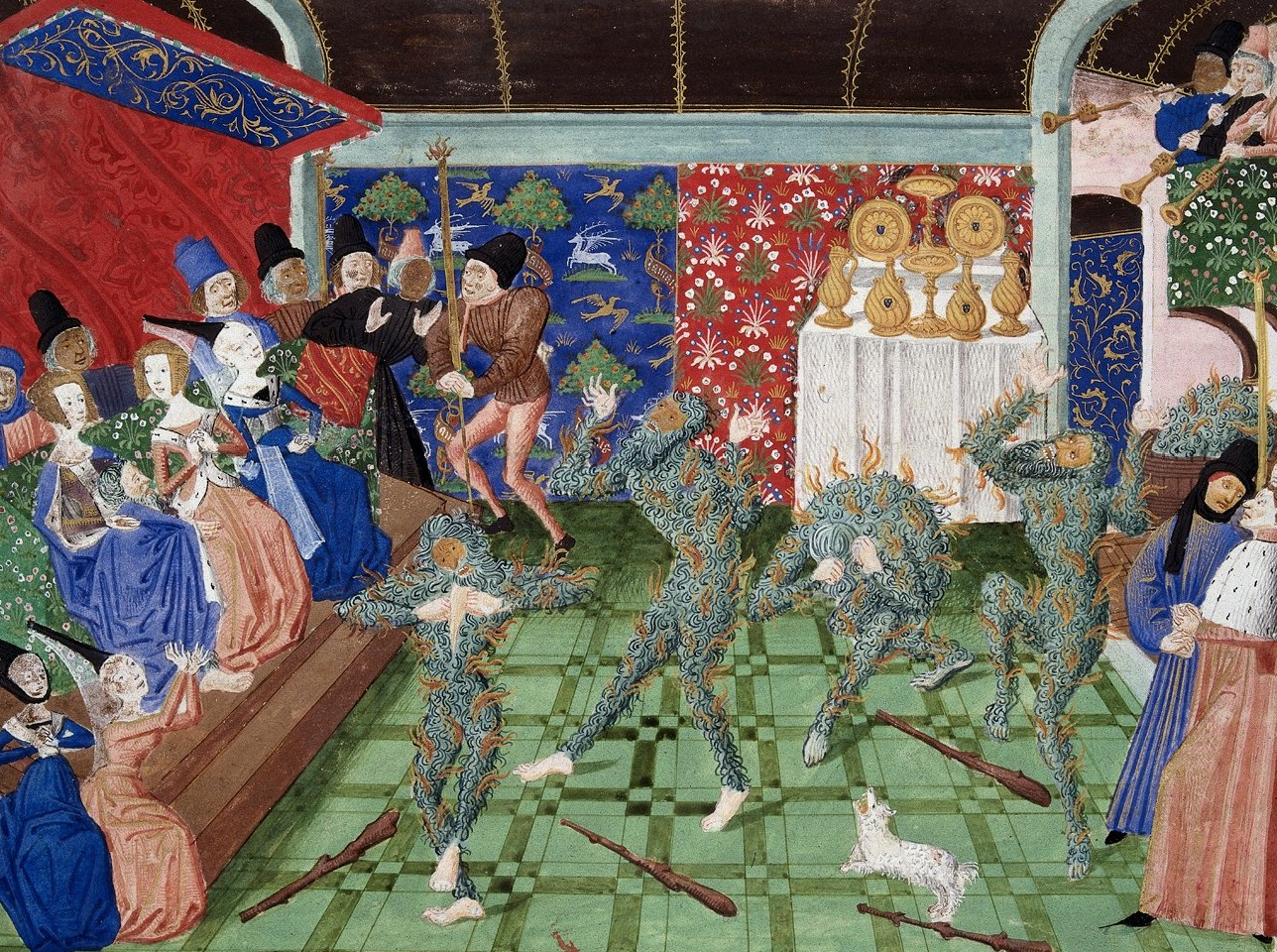
Událost na miniatuře z kroniky Jeana Froissarta. Vévodkyně de Berry (sedící vlevo) zakrývá Karla VI. svou modrou sukní, takže je mu vidět jen obličej. Tanečníci se snaží vyvléci ze svých hořících kostýmů. Jeden z nich skočil do sudu vpravo.

Bál světlušek (francouzsky Bal des Ardents) je ve francouzských dějinách označení pro slavnost, která se uskutečnila v Paříži dne 28. ledna 1393, a při které málem uhořel francouzský král Karel VI. Není zcela zřejmé, jestli k události došlo v paláci Saint-Pol nebo na Château de la Reine Blanche. Kronikář Jean Froissart tuto událost ve své Kronice stoleté války nazval "bálem světlušek".

## Průběh plesu
Důvodem plesu byla svatba Catherine l'Allemande, oblíbené dvorní dámy královny Isabely. Během dne 28. ledna 1393 se konaly slavnosti a bankety, na které byl pozván celý dvůr. Večer byl na programu ples spojený s maškarním rejem.
Král a jeho přátelé Charles a Hugo de Guisay, Jean, hrabě de Joigny, Yvain Foix, Ogier de Nantouillet a Aymard de Poitiers se rozhodli převléci se za divé muže. Pomazali se smolou, obalili peřím a koudelí a svázali se řetězem.
Kolem půlnoci zhasla světla a divoši se vmísili mezi hosty, gestikulovali a křičeli. Králův bratr Ludvík z Valois a jeho strýc, vévoda Jan z Berry dorazili na ples o něco později. Zvědavý Ludvík vzal pochodeň, aby zjistil, kdo se skrývá pod maskami. Přistoupil příliš blízko ke kostýmům, čímž je podpálil.
Kvůli řetězu se muži nemohli od sebe hned oddělit. Král byl zachráněn díky duchaplnosti své tety, vévodkyně z Berry, jež plameny okamžitě udusila svou sukní. Ogier z Natouillet se z řetězu vyvlékl jako první a zachránil se tím, že skočil do sudu s vodou, který byl připraven na špinavé nádobí. Yvain de Foix se dostal ke dveřím, kde se ho snažili dva sluhové udusit vlhkým hadrem, což se jim nedařilo. Ostatní hořeli před očima krále ještě další půlhodinu. Všichni čtyři zemřeli na popáleniny jeden po druhém v příštích několika dnech.
Ludvík z Valois nechal v kostele celestýnského kláštera vybudovat kapli, ve které se denně sloužila mše na památku obětí.

## Následky
Král se po tomto otřesném zážitku znovu propadl do depresí a v červnu se jeho zdravotní stav zhoršil k nepříčetnosti, v níž setrval po sedm měsíců.

## Odkaz v kultuře
Událost se stala inspirací pro povídku Skokan z roku 1849 autora Edgara Allana Poea.